# M/T Jadran
M/T Jadran je trajekt za lokalne linije u sastavu flote hrvatskog brodara Jadrolinije. U promet je pušten 29. svibnja 2010. Namijenjen je za održavanje trajektne linije Split-Stari Grad, ali danas održava liniju Zadar - Preko. Kuma broda je Jadranka Kosor. Brod je izgrađen u Brodosplitovom BSO-u. To je 12. novoizgrađeni trajekt u sklopu Vladinog programa obnove hrvatske putničke flote, donesenog 2004. godine. 
Trajekt je kapaciteta 1200 osoba i 138 vozila. Ima klimatizirani salon te hidraulične rampe za ukrcaj i iskrcaj vozila.

## Galerija
- Jadran vezan uz lukobran splitske luke 1. listopada 2011.
- Jadran vezan uz lukobran splitske luke 1. listopada 2011.

## Vanjske poveznice
|  | Zajednički poslužitelj ima još gradiva o temi M/T Jadran |